# Gorgan (Rumunia)
Gorgan – wieś w Rumunii, w okręgu Alba, w gminie Cenade. W 2011 roku liczyła 8 mieszkańców.